# Memorialul Tomáš Jakubčo (handbal feminin) - Ediția 2014
Memorialul Tomáš Jakubčo la handbal feminin 2014 a fost a 21-a ediție a competiției de handbal feminin organizată de clubul Iuventa Michalovce cu începere din anul 1991. Ediția din 2014 s-a desfășurat între 8-10 august, în sala Chemkostav Aréna din Michalovce, Slovacia. Câștigătoarea competiției a fost echipa românească HCM Baia Mare, fiind primul astfel de trofeu câștigat de campioana României.

## Echipe participante
La ediția din 2014 a Memorialului Tomáš Jakubčo au participat echipa gazdă Iuventa Michalovce și alte trei echipe invitate de clubul slovac.
Echipele participante la ediția a 21-a a Memorialului Tomáš Jakubčo au fost:
- HCM Baia Mare
- Astrahanocika Astrahan
- Iuventa Michalovce
- DVSC KF

### Astrahanocika Astrahan
Echipa antrenată de Mihail Sereghin s-a prezentat cu următorul lot: Evelina Anoșkina, Irina Klimenko - Karina Sisenova, Diana Ilina, Yana Žilinskaitė, Ekaterina Smirnova, Valentina Goncearova, Polina Kuznețova, Olga Gorșenina, Svetlana Ivanova, Anna Viahireva, Viktorija Žilinskaitė, Maria Raciteleva, Kristina Tarasova, Ekaterina Grebenkina, Karina Iejikava.

### HCM Baia Mare
Echipa antrenată de Costică Buceschi s-a prezentat cu următorul lot: Bárbara Arenhart, Claudia Cetățeanu - Alexandra do Nascimento, Melinda Geiger, Gabriella Szűcs, Lilia Arțiuhovici, Elena Gjeorgjievska, Ksenia Makeeva, Luciana Marin, Timea Tătar, Ekaterina Davîdenko, Camilla Herrem, Bianca Tiron.

### Debreceni VSC Kézilabda Főoldal
Echipa antrenată de József Varga s-a prezentat cu următorul lot: Bettina Horváth-Pásztor, Veronika Makai - Mercédesz Bohus-Karnik, Ágnes Szilágyi, Nóra Varsányi, Bettina Vörös, Lilia Gorilskaia, Krisztina Bárány, Anett Sopronyi, Petra Slakta, Bobana Klikovac, Ildikó Som, Éva Kelemen, Nóra Lajtos, Szabina Karnik.

### Iuventa Michalovce
Echipa antrenată de Boris Petrovski s-a prezentat cu următorul lot: Alexandra Krebs, Lucia Gubiková, Anastasia Zikova - Mária Holešová, Julia Kucher, Zuzana Piskayová, Vladimíra Kišíková, Terézia Szöllösiová, Radoslava Vargová, Viktoria Krasko, Veronika Habánková, Dominika Horňáková, Sofia Nagyová, Mária Olšovská, Tatiana Trehubova, Evghenia Levcenko, Martina Bačíková.

## Partide
Partidele s-au jucat pe datele de 8, 9 și 10 august. Nu au fost alcătuite grupe. Fiecare echipă a jucat trei meciuri, câte unul împotriva fiecărei adversare. Meciurile au fost parțial transmise de televiziunea DigiSport Slovacia.
Programul de desfășurare de mai jos respectă ora locală a României.
| 8 august 2014 18:00 | Iuventa Michalovce | 24 - 27 | Astrahanocika Astrahan | Chemkostav Aréna, Michalovce Asistență: 800 |
| 8 august 2014 18:00 | Habánková 5        | (12-11) | Iejikava 6             | Chemkostav Aréna, Michalovce Asistență: 800 |
| 8 august 2014 18:00 | 4×                 | Cronica | 4×                     | Chemkostav Aréna, Michalovce Asistență: 800 |

| 9 august 2014 10:00 | DVSC KF    | 32 - 34 | HCM Baia Mare | Chemkostav Aréna, Michalovce Asistență: 200 |
| 9 august 2014 10:00 | Klikovac 6 | (15-21) | Herrem 8      | Chemkostav Aréna, Michalovce Asistență: 200 |
| 9 august 2014 10:00 | 3× 1×      | Cronica | 5×            | Chemkostav Aréna, Michalovce Asistență: 200 |

| 9 august 2014 16:30 | DVSC KF     | 18 - 36 | Astrahanocika Astrahan | Chemkostav Aréna, Michalovce Asistență: 200 |
| 9 august 2014 16:30 | Viahireva 5 | (6-21)  | Bárány, Karnik 4       | Chemkostav Aréna, Michalovce Asistență: 200 |
| 9 august 2014 16:30 | 5×          | Cronica | 5×                     | Chemkostav Aréna, Michalovce Asistență: 200 |

| 9 august 2014 18:30 | Iuventa Michalovce | 23 - 26 | HCM Baia Mare | Chemkostav Aréna, Michalovce Asistență: 1.000 |
| 9 august 2014 18:30 | Trehubova 7        | (14-13) | Herrem 5      | Chemkostav Aréna, Michalovce Asistență: 1.000 |
| 9 august 2014 18:30 | 5×                 | Cronica | 5×            | Chemkostav Aréna, Michalovce Asistență: 1.000 |

| 10 august 2014 10:00 | Iuventa Michalovce | 27 - 24 | DVSC KF             | Chemkostav Aréna, Michalovce Asistență: 400 |
| 10 august 2014 10:00 | Horňáková 9        | (10-13) | Kelemen, Klikovac 5 | Chemkostav Aréna, Michalovce Asistență: 400 |
| 10 august 2014 10:00 | 3×                 | Cronica | 5×                  | Chemkostav Aréna, Michalovce Asistență: 400 |

| 10 august 2014 12:00 | Astrahanocika Astrahan  | 24 - 32 | HCM Baia Mare | Chemkostav Aréna, Michalovce Asistență: 300 |
| 10 august 2014 12:00 | Raciteleva, Viahireva 5 | (10-15) | Geiger 7      | Chemkostav Aréna, Michalovce Asistență: 300 |
| 10 august 2014 12:00 | 3×                      | Cronica | 1×            | Chemkostav Aréna, Michalovce Asistență: 300 |

## Clasament și statistici
| Echipa             | M | V | E | Î | GM | GP | G   | Pct |
| ------------------ | - | - | - | - | -- | -- | --- | --- |
| HCM Baia Mare      | 3 | 3 | 0 | 0 | 92 | 79 | +13 | 6   |
| Astrahanocika      | 3 | 2 | 0 | 1 | 87 | 74 | +13 | 4   |
| Iuventa Michalovce | 3 | 1 | 0 | 2 | 74 | 77 | −3  | 2   |
| DVSC KF            | 3 | 0 | 0 | 3 | 74 | 97 | −23 | 0   |

### Clasamentul final
|   | HCM Baia Mare      |
| 2 | Astrahanocika      |
| 3 | Iuventa Michalovce |
| 4 | DVSC KF            |

### Clasamentul marcatoarelor
| Poz. | Nume                     | Echipă                 | Goluri |
| ---- | ------------------------ | ---------------------- | ------ |
| 1    | Tatiana Trehubova (UKR)  | Iuventa Michalovce     | 18     |
| 2    | Camilla Herrem (NOR)     | HCM Baia Mare          | 16     |
| 3    | Anna Viahireva (RUS)     | Astrahanocika Astrahan | 15     |
| 4    | Lilia Arțiuhovici (BLR)  | HCM Baia Mare          | 14     |
| 4    | Bobana Klikovac (MNE)    | DVSC KF                | 14     |
| 4    | Ksenia Makeeva (RUS)     | HCM Baia Mare          | 14     |
| 7    | Melinda Geiger (ROU)     | HCM Baia Mare          | 12     |
| 7    | Maria Raciteleva (RUS)   | Astrahanocika Astrahan | 12     |
| 9    | Dominika Horňáková (SVK) | Iuventa Michalovce     | 11     |
| 9    | Éva Kelemen (HUN)        | DVSC KF                | 11     |

### Premii
Premiile au fost anunțate pe 10 august 2014:
- Cea mai bună jucătoare:  Anna Viahireva (RUS) (Astrahanocika Astrahan)
- Cea mai bună marcatoare:  Tatiana Trehubova (UKR) (Iuventa Michalovce) (18 goluri)
- Cel mai bun portar:  Bárbara Arenhart (BRA) (HCM Baia Mare)
- Miss turneu:  Bobana Klikovac (MNE) (DVSC KF)

Surse: 
- pagina oficială a clubului Iuventa Michalovce, Arhivat în 5 martie 2016, la Wayback Machine.